# Wilhelm zu Löwenstein-Wertheim-Freudenberg

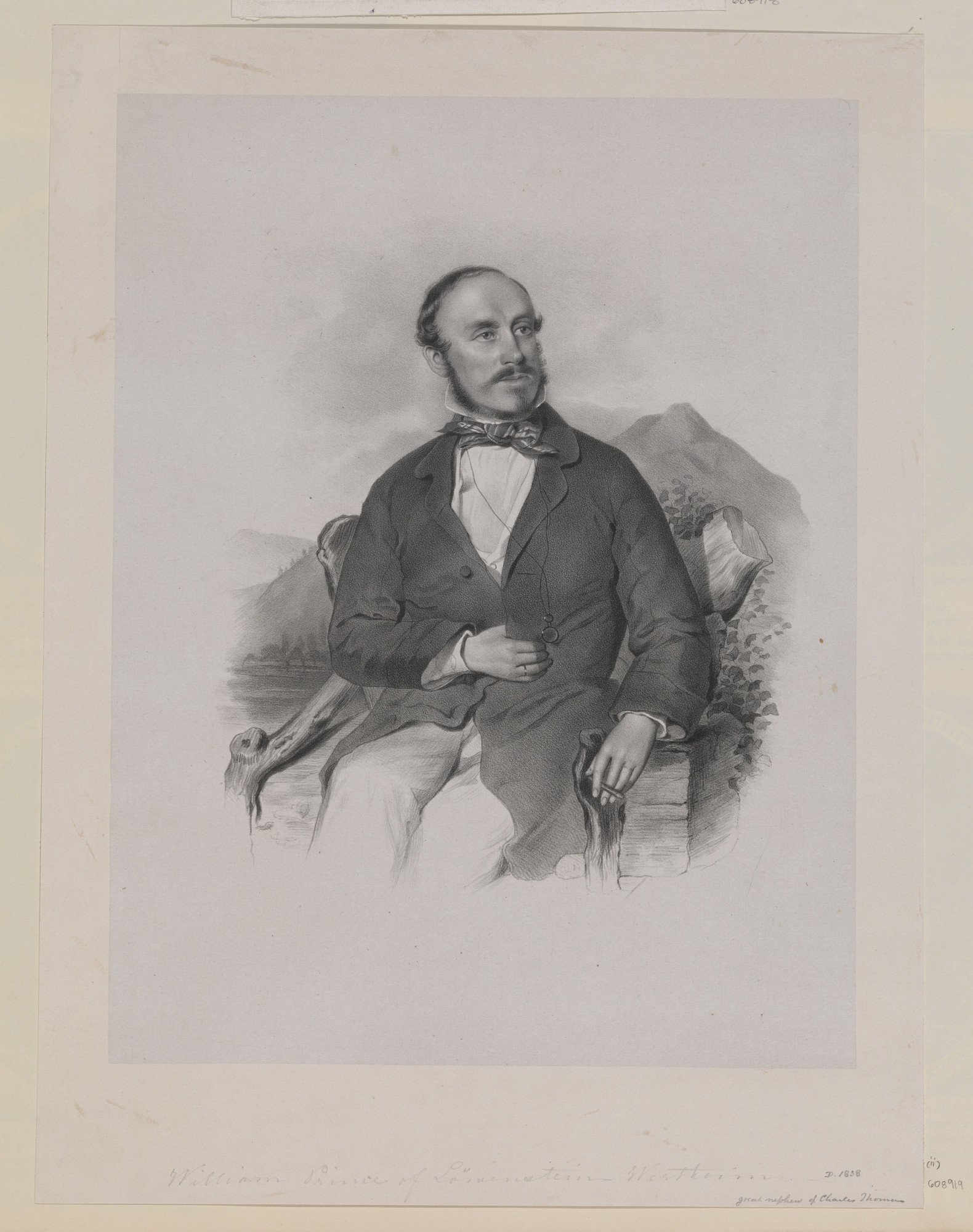

Wilhelm Paul Ludwig zu Löwenstein-Wertheim-Freudenberg (* 19. März 1817 in Stuttgart; † 10. März 1887 in Karlsruhe) war ein deutscher Standesherr und vierter Fürst zu Löwenstein-Wertheim-Freudenberg.

## Herkunft

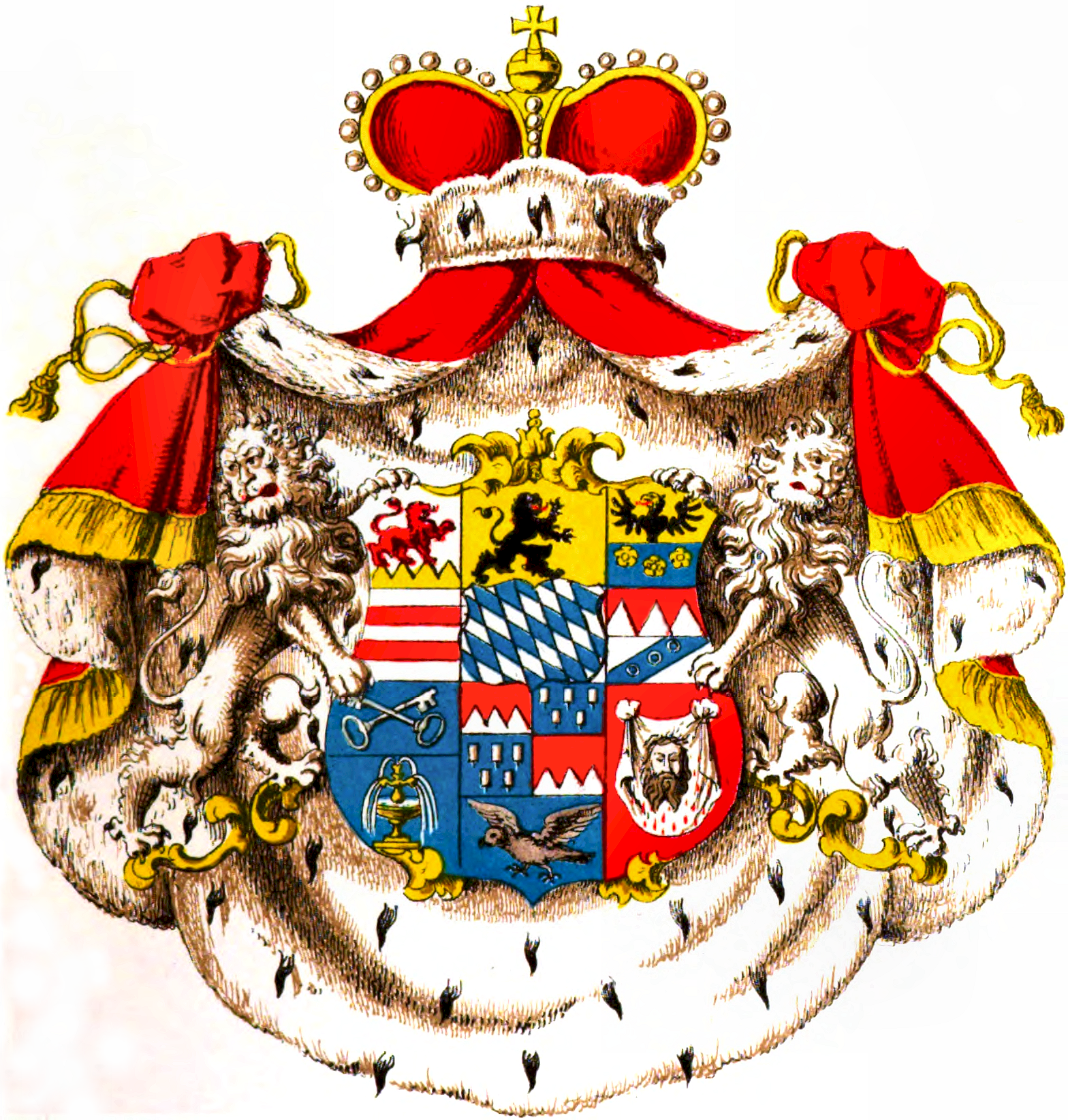
Wappen der Fürsten zu Löwenstein-Wertheim-Freudenberg

Das Adelsgeschlecht derer zu Löwenstein geht zurück auf den Wittelsbacher Friedrich I., den Siegreichen, Kurfürst von der Pfalz (1425–1476), dessen Kinder aus seiner morganatischen Ehe mit Clara Tott in der eigenen Dynastie nicht erbberechtigt waren, weshalb sie ein eigenständiges Adelsgeschlecht bildeten. Mit dem Tod des Grafen Ludwig III. von Löwenstein im Jahre 1611 entstanden die beiden Hauptlinien, die evangelische Linie Löwenstein-Wertheim-Virneburg (später Freudenberg) und die katholische Linie Löwenstein-Wertheim-Rochefort (später Rosenberg).

## Leben
Prinz Wilhelm wurde am 19. März 1817 geboren. Er war der Sohn des Grafen Wilhelm, seit 1812 Prinzen, zu Löwenstein-Wertheim-Freudenberg (1783–1847) aus dessen Ehe mit Dorothea Christine von Kahlden (1791–1862), Tochter des Hans Adam von Kahlden. Prinz Wilhelm erhielt eine humanistische Bildung in Genf, am dortigen Erziehungs-Institut von Rudolf Töpffer, durch private Lehrer in Dresden und am Pädagogium in Halle. Er studierte Rechtswissenschaften, Volkswirtschaft, Philosophie und Kunstgeschichte an der Universität Bonn. Mit seinem Freund Prinz Albert von Sachsen-Coburg und Gotha teilte er sich in Bonn eine Wohnung. Danach studierte er noch an der Universität in Berlin und entschloss sich für eine Tätigkeit im diplomatischen Dienst. Zunächst war er im preußischen Außenministerium in Berlin tätig, ehe er 1840 als Gesandtschaftssekretär nach London kam. Danach wurde er als Sekretär der preußischen Gesandtschaft in Lissabon eingesetzt, von wo aus er auch Reisen nach Spanien und Marokko unternahm. Wegen der revolutionären Unruhen des Jahres 1848 quittierte er den diplomatischen Dienst und begab sich zurück in sein Elternhaus nach Dresden, wo er 1852 seine erste Frau heiratete. Bis 1856 lebte er mit ihr auf dem fürstlichen Gut zu Patzau in Böhmen und wurde dann Mitglied der preußischen Gesandtschaft in Bayern.
Prinz Wilhelm wurde mit dem Tode seines Vorgängers Adolf, 3. Fürst zu Löwenstein-Wertheim-Freudenberg am 9. August 1861 neuer Fürst zu Löwenstein-Wertheim-Freudenberg. Gegen diese Sukzession legte sein Cousin, Karl zu Löwenstein-Wertheim-Rosenberg in Heubach, unter Verweis auf Familiensatzungen und den – vermeintlich niederen – Adel seiner Mutter Dorothea Christine, geborenen von Kahlden, Protest ein, konnte sich jedoch nicht durchsetzen. Als badischer Standesherr besaß Wilhelm seither Sitz und Stimme in der Ersten Kammer der Badischen Ständeversammlung und war von 1861 bis 1863 Präsident dieser Kammer. Außerdem war er seit 1861 auch Mitglied der Ersten Kammern in Bayern, Hessen-Darmstadt und Württemberg.
Fürst Wilhelm starb in Folge einer Rippenfellentzündung am 10. März 1887, neun Tage vor seinem siebzigsten Geburtstag, in Karlsruhe.

## Ehen und Nachkommen
Am 20. April 1852 heiratete Wilhelm in Pillnitz bei Dresden Gräfin Olga von Schönburg-Glauchau (1831–1868), Tochter von Karl Heinrich Alban, Graf von Schönburg-Forderglauchau und Christiane Mary Emily Jenison, Gräfin von Walworth. Das Paar hatte neun Kinder:
- Ernst Alban Ludwig 5. Fürst zu Löwenstein-Wertheim-Freudenberg (1854–1931)
- Alfred Prinz zu Löwenstein-Wertheim-Freudenberg (1855–1925)
- Vollrath Prinz zu Löwenstein-Wertheim-Freudenberg (1856–1919)
- Karl Prinz zu Löwenstein-Wertheim-Freudenberg (1858–1928)
- Friedrich Ernst Ludwig Prinz zu Löwenstein-Wertheim-Freudenberg (1860–1920)
- Marie Prinzessin zu Löwenstein-Wertheim-Freudenberg (1861–1941) ∞ Friedrich Graf zur Lippe (1852–1892)
- Wilhelm Gustav Ludwig Prinz zu Löwenstein-Wertheim-Freudenberg (1863–1915)[5]
- Ludwig Prinz zu Löwenstein-Wertheim-Freudenberg (1864–1899)
- Adele Prinzessin zu Löwenstein-Wertheim-Freudenberg (1866–1890)

Aus der 1870 geschlossenen zweiten Ehe mit Bertha Hagen (1845–1895), seit 1870 Freifrau von Grünau, hatte er zwei Söhne:
- Curt, Freiherr von Grünau (1871–1939)
- Werner, Freiherr von Grünau (1874–1956)